# Vicenç Gràcia i Massagué
Vicenç Gràcia i Massagué (Barcelona, 13 d'agost de 1909 - Sant Cugat del Vallès, 10 de febrer de 1997) fou un futbolista català de la dècada de 1930, entrenador i dirigent esportiu.

## Trajectòria
Jugava com a centrecampista. Fou una institució al CE Sabadell on jugà entre els anys 1929 i 1943. Guanyà el Campionat de Catalunya la temporada 1933-34 i disputà la final de Copa d'Espanya del 1935. També jugà amb la selecció de Catalunya diversos partits.
Un cop retirat fou entrenador del Sabadell en diverses etapes. També fou president del CN Sabadell entre 1969 i 1971.

## Palmarès
- Campionat de Catalunya de futbol:
  - 1933-34